# 西日本鐵道
西日本鐵道（日语：／ Nishi Nippon Tetsudō */?，東證1部：9031，福證：9031），簡稱西鐵（／ Nishitetsu），是日本一家私營鐵路公司，也是16間大手私鐵之一。業務包括營運福岡縣鐵路路線、九州7縣巴士路線、福岡機場（部分股權），以及房地產物業等。
西鐵成立於1908年，直系前身為九州電氣軌道，但繼承自九州電氣軌道的路線（西鐵北九州線）現已不存在。目前的主要路線——天神大牟田線則是繼承自九州鐵道 (2代)。

## 路線

西鐵營運路網圖

| 記號 | 中文線名     | 日文線名 | 起點                    | 終點             | 距離（公里） |
| ---- | ------------ | -------- | ----------------------- | ---------------- | ------------ |
| T    | 天神大牟田線 |          | 西鐵福岡（天神）（T01） | 大牟田（T50）    | 74.8         |
| D    | 太宰府線     |          | 西鐵二日市（T13）       | 太宰府（D02）    | 2.4          |
| A    | 甘木線       |          | 宮之陣（T25）           | 甘木（A01）      | 17.9         |
| NK   | 貝塚線       |          | 貝塚（NK01）            | 西鐵新宮（NK10） | 11.0         |

### 已廢除路線
- 北九州線
- 福岡市內線
- 大牟田市內線
- 福島線（福島－宮乃陣）
- 大川線（大善寺－西鐵大川）
- 上久留米線（津福－上久留米）
- 宮地岳線（西鐵新宮－津屋崎）

### 轉讓路線
戰時被政府國有化徵收的鐵道路線
- 西鐵糟屋線
- 西鐵宇美線

## 客流量前20位車站
| 排名 | 站名               | 所在地       | 客流量    | 参考                                                                           |
| ---- | ------------------ | ------------ | --------- | ------------------------------------------------------------------------------ |
| 1    | 西铁福冈（天神）站 | 福冈市中央区 | 136,277人 | 天神大牟田线起点、福冈地铁机场线（天神站）以及福冈地铁七隈线（天神南站）换乘站 |
| 2    | 药院站             | 福冈市中央区 | 42,239人  | 特急列车停车站、福冈市地下鉄七隈线换乘站                                       |
| 3    | 大橋站             | 福冈市南区   | 39,102人  | 特急列车停车站                                                                 |
| 4    | 西铁久留米站       | 久留米市     | 33,854人  | 特急列车停车站                                                                 |
| 5    | 井尻站             | 福冈市南区   | 23,881人  | 仅停靠普通列车                                                                 |
| 6    | 春日原站           | 春日市       | 22,379人  | 急行列车停車站                                                                 |
| 7    | 高宫站             | 福冈市南区   | 21,252人  | 仅停靠普通列车                                                                 |
| 8    | 西铁二日市站       | 筑紫野市     | 21,243人  | 特急列车停车站、太宰府线接算站                                                 |
| 9    | 貝塚站             | 福冈市東区   | 16,924人  | 貝塚线起点、福冈地铁箱崎线的换乘站                                             |
| 10   | 杂餉隈站           | 福冈市博多区 | 16,089人  | 仅停靠普通列车                                                                 |
| 11   | 下大利站           | 大野城市     | 15,548人  | 急行列车停車站                                                                 |
| 12   | 西铁平尾站         | 福冈市中央区 | 13,580人  | 仅停靠普通列车                                                                 |
| 13   | 朝倉街道站         | 筑紫野市     | 13,284人  | 急行列车停車站                                                                 |
| 14   | 太宰府站           | 太宰府市     | 12,139人  | 太宰府线終点                                                                   |
| 15   | 西铁柳川站         | 柳川市       | 11,221人  | 特急列车停车站                                                                 |
| 16   | 西铁小郡站         | 小郡市       | 10,890人  | 急行列车停車站、甘木铁道甘木线（小郡站）换乘站                                 |
| 17   | 白木原站           | 大野城市     | 9,814人   | 仅停靠普通列车                                                                 |
| 18   | 大牟田站           | 大牟田市     | 8,373人   | 天神大牟田线終点、JR鹿儿岛本线换乘站                                           |
| 19   | 花畑站             | 久留米市     | 7,791人   | 特急列车停车站                                                                 |
| 20   | 都府楼前站         | 太宰府市     | 7,163人   | 仅停靠普通列车                                                                 |

## 車輛段
- 筑紫車輛基地
- 柳川車輛基地
- 多多良車輛基地

## 車輛
天神大牟田線、太宰府線、甘木線
- 3000型
- 5000型
- 6000型、6050型
- 7000型、7050型
- 8000型
- Moe900型（救援用車輛）

貝塚線
- 600型

## 外部連結
- 西日本鐵道企業官方網站 （页面存档备份，存于） （日語）
- 西日本鐵道生活網 （页面存档备份，存于）（日語）（英文）（繁體中文）（简体中文）